# Felandren
Felandren je souhrnné označení pro navzájem podobné organické sloučeniny, α-felandren a β-felandren; jedná se o vzájemně izomerní cyklické monoterpeny, obsahující dvojné vazby. U α-felandrenu jsou obě dvojné vazby součástí šestiuhlíkového kruhu, zatímco β-felandren má jednu z nich mimo kruh. Obě sloučeniny jsou ve vodě nerozpustné a rozpouští se v diethyletheru.
Pojmenování pro tyto látky vychází od názvu stromu Eucalyptus radiata, dříve nazývaného Eucalyptus phellandra, který obsahuje α-felandren; stejná látka se také nachází v silici Eucalyptus dives. β-felandren byl izolován například z fenyklu.
Felandreny mají využití jako složky parfémů. Vůně β-felandrenu bývá popisována jako pepřově-mátová s příměsí citrusů.
Alfa-felandren může při styku se vzduchem za vyšších teplot vytvářet výbušné peroxidy.

## Biosyntéza
Biosyntéza felandrenů začíná kondenzací dimethylallylpyrofosfátu s isopentenylpyrofosfátem SN1 reakcí za vzniku geranylpyrofosfátu. Tento monoterpen se následně cyklizuje na meziprodukt obsahující menthylový kation. Dalším krokem je přenos hydridu, vytvářející allylový karbokation. Nakonec proběhne eliminační reakce, přičemž podle pozice, na které k ní dojde, vznikne α- nebo β-felandren.